# Khaman Maluach
Khaman Madit Maluach (Rumbek, 14 settembre 2006) è un cestista sudsudanese.

## Carriera

### Nazionale
Nel 2023 ha partecipato, con la nazionale sudsudanese, al Mondiale, diventando il terzo giocatore più giovane della storia a ottenere la convocazione e giocare nella manifestazione.

## Statistiche

### College
| Anno      | Squadra          | PG | PT | MP   | TC%  | 3P%  | TL%  | RP  | AP  | PRP | SP  | PP  |
| --------- | ---------------- | -- | -- | ---- | ---- | ---- | ---- | --- | --- | --- | --- | --- |
| 2024-2025 | Duke Blue Devils | 39 | 39 | 21,2 | 71,2 | 25,0 | 76,6 | 6,6 | 0,5 | 0,2 | 1,3 | 8,6 |
| Carriera  | Carriera         | 39 | 39 | 21,2 | 71,2 | 25,0 | 76,6 | 6,6 | 0,5 | 0,2 | 1,3 | 8,6 |